# Sigodesmus ferrarai
Sigodesmus ferrarai är en mångfotingart som beskrevs av Ceuca 1971. Sigodesmus ferrarai ingår i släktet Sigodesmus och familjen Gomphodesmidae. Inga underarter finns listade i Catalogue of Life.